# New Lanark
New Lanark (gael. Lannraig Ùr) – miejscowość w Szkocji, położona nad rzeką Clyde, w odległości około 2 km od miasta Lanark.

## Historia
Miejscowość została założona w 1785 roku przez Dawida Dale'a, szkockiego przedsiębiorcę. Ze względu na korzystne położenie dla budowy młynów wodnych stała się na początku XIX wieku największym producentem bawełny w Wielkiej Brytanii. Do rozwoju miejscowości przyczynił się również zięć Dale'a Robert Owen, walijski działacz socjalistyczny, pionier ruchu spółdzielczego. Produkcja bawełny została zakończona pod koniec lat 60. XX wieku.
W 2001 roku New Lanark zostało wpisane na listę światowego dziedzictwa UNESCO i jest jednym z punktów na Europejskim Szlaku Dziedzictwa Przemysłowego.